# Tuppan
Tuppan is een bestuurslaag in het regentschap Timor Tengah Selatan van de provincie Oost-Nusa Tenggara, Indonesië. Tuppan telt 1350 inwoners (volkstelling 2010).